# УСК-Рубін
Футбольний клуб «УСК-Рубін» — колишній український аматорський футбольний клуб з Донецька, заснований 1998 року та розформований у 2014 році. Виступав у Чемпіонаті України з футболу серед аматорів та Чемпіонаті Донбасу. Домашні матчі приймав на стадіоні «Донеччанка».

## Історія
Футбольний клуб заснований у 1998 році як «Рубін». Базувався в селі Новомихайлівка Мар'їнського району Донецької області. Згодом перебазувався до Донецька. У 2010 році перейменований на «УСК-Рубін».
У 2014 році у зв'язку з початком війни на сході України «УСК-Рубін» знято з участі в чемпіонаті згідно з рішенням комісії з проведення змагань ААФУ від 1.07.2014. Результат матчу за її участі анульовано.
З відновленням чемпіонату Донбасу в 2015 році «УСК-Рубін» не був заявлений до його розіграшу.

## Досягнення
- Чемпіонат Донбасу
  - Чемпіон: 2012, 2013.
- Кубок Донецької області
  - Фіналіст: 2011.